# MS Pascal Lota
MS Pascal Lota er en hurtig færge ejes af det estiske rederi Corsica Ferries - Sardinia Ferries og sejler på deres rute Helsinki-Tallinn. Hun blev bygget i 2008 på Fincantieri værftet i Ancona, Italien.

## Koncept og byggeri
Udformningen af Superstar er baseret på Moby Lines 'MS Moby Wonder. Den oprindelige plan indeholdt en ordre på et andet skib af samme type, hvilket Tallink besluttede ikke at gøre noget ved.
Skibets køl blev lagt den 18. januar 2007. Den 5. oktober 2007 blev Superstar døbt af estiske tennisspiller Kaia Kanepi. Skibet blev leveret den 8. april 2008 og forlod Ancona for Østersøen den næste dag.

## Service historie
MS Superstar indtrådte i Tallinks tjeneste den 21. april 2008 på deres Helsinki-Tallinn rute. Den 30. april 2008 skibet ramt af en hydraulisk problem mens Tallinn, og én Tallinn-Helsinki rundtur måtte aflyses. Den 27. februar 2009 klokken 8:45 måtte MS Superstar stoppe sin sejlads på en rutine tur fra Tallinn til Helsinki med 400 passagerer om bord da skibets hovedmotorer stoppet på grund af problemer med kølesystem. Skibet flød rundt i næsten to timer før man fik gang i nødgeneratorer som var skibet sekundære elforsyning. Skibet kom i gang igen på fuld kraft klokken cirka 10:30 og ankom til Helsinki klokken 11:30 to timer forsinket.

## Design
Det grønne ydre bemaling af skibet er ifølge Tallink et salgsfremmende materiale som skal afspejle det miljøvenlige aspekt af skibets design.
De indbyggede faciliteter inkluderer en tre-dæk høj showlounge, fire restauranter, cafeteria, to barer, et kasino, en business lounge og forskellige butikker. Det indvendige af skibet er blevet designet af den italienske designer Carlo Ciribi og Alessandro Cestaro.

## Eksterne links
- Corsica Ferries - Sardinia Ferries company website Arkiveret 11. juli 2005 hos  Wayback Machine
- "MS Superstar at Fakta om Fartyg". Arkiveret fra originalen 1. august 2012. Hentet 3. august 2013. (Svensk)
- Superstar at marinetraffic.com Arkiveret 19. juli 2011 hos  Wayback Machine